# William Locker Felton
Pour les articles homonymes, voir Felton.
William Locker Felton, baptisé William Locker Pickmore Felton, né le 6 avril 1812 à Port Mahon, Minorque, Royaume d'Espagne et mort le 12 novembre 1877 à Sherbrooke, au Québec, est un avocat et homme politique canadien.

## Biographie
William Locker Felton est le fils d'Anna Maria Valls, originaire d'Espagne, et William Bowman Felton, commissaire de bord de la flotte britannique dans la mer Méditerranée, puis agent pourvoyeur à Gibraltar pendant les guerres napoléoniennes. William Bowman Felton et Anna Maria Valls quittent l'Europe pour l'Amérique du Nord en 1815, leur jeune enfant William Locker Felton avec eux. Toujours en 1815, la famille Felton se rend au Canada et s'installent dans une terre de deux mille acres du canton d'Ascot, près de Sherbrooke. Le domaine familial qu'a fait construire William Bowman Felton à Ascot se nomme Belvidere Farm, la  « Ferme du Belvédère ». En 1835, la famille Felton possédait 23 541 acres de terre à Sherbrooke, notamment en raison de la position de William Bowman Felton, alors devenu membre à vie du Conseil législatif du Bas-Canada,.
William Locker Felton fait ses études primaires à Hatley, puis à Saint-Jean-Baptiste-de-Nicolet, et se met à l'étude du droit à Québec avec Andrew Stuart et Henry Black comme professeurs et partenaires sur certaines causes. Le 21 novembre 1834, Felton est admis au Barreau et pratique le droit à Québec pendant trois ans avant de revenir à Sherbrooke pour poursuivre ses activités au sein du district judiciaire de Saint-François,. Le 6 août 1835, il épouse Clara Lloyd à la Cathédrale de la Sainte-Trinité de Québec, et elle deviendra plus tard une femme très influente de la région de Sherbrooke,.
En 1838, le père de William Locker Felton est mort et la veuve de William Bowman Felton dut vendre la plupart des propriétés de la famille Felton à la British American Land Company d'Alexander Tilloch Galt.
La pratique du droit de William Locker Felton le mènera à devenir procureur de la couronne de 1853 à 1854, Conseiller de la reine en 1854, président de la Cour des sessions la même année, conseiller municipal du canton d'Ascot, puis bâtonnier du district de Saint-François de 1861 à 1875,. Il sera élu bâtonnier du Québec à deux reprises, pour les bâtonnats de 1866-1867 et 1871-1872, ce qui fait de Felton la seule personne de l'histoire du droit au Québec à avoir été élu bâtonnier du Bas-Canada et bâtonnier du Québec,.
De 1854 à 1857, William Locker Felton est député de la circonscription de Sherbrooke-Wolfe pour le Parti libéral-conservateur du Canada pendant la 5e législature de la province du Canada. Il a entre autres siégé avec Campbell Sweeny et Siméon Lelièvre en tant que commissaires ayant pour mandat de s'enquérir de la conduite de la Police de Québec lors d'une émeute qui éclata le 6 juin 1853, les Émeutes Gavazzi. Les trois hommes étaient mandatés par la législature de la Province du Canada suivant l'adoption de l'Acte pour autoriser les commissaires qui pourront être nommés pour faire enquête sur des sujets ayant rapport à des affaires publiques, à recevoir des témoignages sous serment. Felton s’était aussi chargé des dossiers touchant les droits seigneuriaux et les lois municipales. Défait lors des élections de 1858 dans Richmond-Wolfe. Il tenta de se faire élire à la circonscription de Sherbrooke lors des élections de 1861, mais dut céder son siège à un visage bien connu de la famille Felton: Alexander Tilloch Galt. Le scénario se répéta lors des élections de 1863 lorsqu'il perdit son élection pour la circonscription Richmond-Wolfe face à William Hoste Webb.
En 1857, William Locker Felton donne le soutien financier nécessaire à son épouse, Clara Lloyd, pour fonder le Collège Mont Notre-Dame, une école privée pour les jeunes filles catholiques de Sherbrooke,.
William Locker Felton est décédé le 12 novembre 1877 à la villa Belvidere, la résidence familiale. Il est enterré au cimetière anglican Saint-Peter's de Sherbrooke. Son beau-frère était Thomas Cushing Aylwin.

## Hommages et distinctions

### Titre honorifique
- Conseiller de la reine[5]

### Titre de civilité
- Monsieur le bâtonnier[9]

#### Droit
- Avocat, Juriste
- Droit au Québec, Droit civil
- Histoire du droit au Québec, XIXe siècle en droit au Québec, XXe siècle en droit au Québec
- Système judiciaire du Québec, Loi du Québec
- Barreau du Québec, Bâtonnier du Québec
- Barreau de Saint-François, Districts judiciaires du Québec
- Code civil du Bas-Canada, Code criminel du Canada